# Tiny Toon Adventures: Acme All-Stars
Tiny Toon Adventures: Acme All-Stars är ett sportspel utvecklat och utgivet av Konami, släppt 1994 till Sega Mega Drive. 
I spelet medverkar många av karaktärerna från den animerade TV-serien Tiny Toon Adventures. Sporter man kan tävla i innefattar bland annat fotboll och basket. 